# IBM Personal Computer/AT

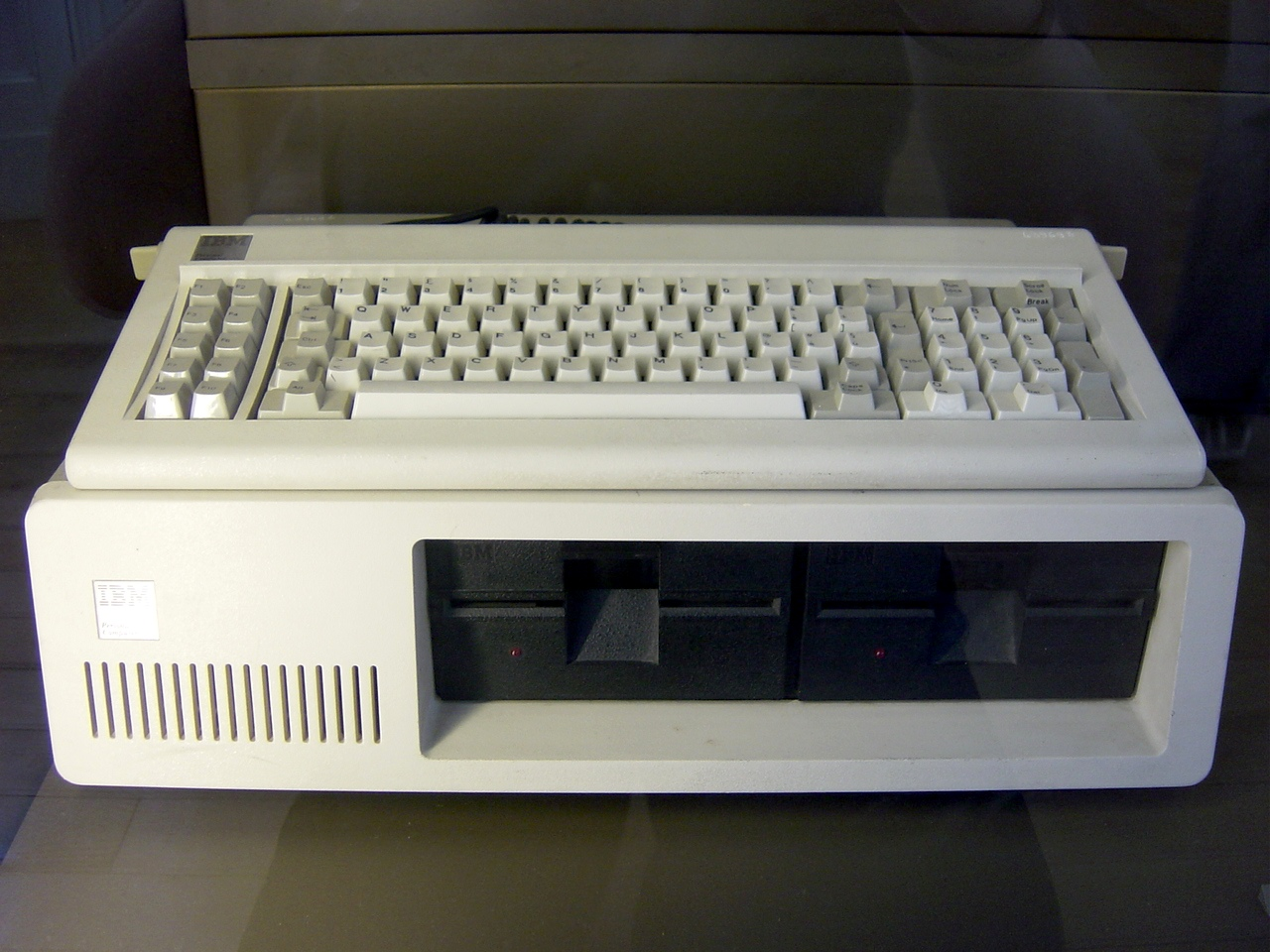
Imatge d'un IBM PC AT

El IBM Personal Computer/AT, més conegut com a IBM AT, encara que també se'l coneix amb el nom de PC AT o PC/AT (les sigles AT signifiquen Advanced Technology), va ser la tercera generació del PC i va ser presentada el 1984 sota el nom d'IBM PC 5170. A causa del fet que el AT usava moltes innovacions al seu temps en el terreny dels ordinadors personals com el protected mode gràcies al processador Intel 286 de 6 i 8 MHz.
Aquest ordinador serà important, ja que imposava un nou estàndard a la indústria dels ordinadors compatibles. Però serà l'última vegada que IBM aconsegueix imposar un estàndard, perquè el successor d'aquest, els PS/2, que imposava l'arquitectura Micro Channel.
Va ser comercialitzat fins a l'any 1987.

## Característiques
El PC AT (5170) presentava les següents especificacions:
- Processador Intel 286 de 6 o 8 MHz.
- Disquetera de 5,25" 1,2 Mb.
- Disc dur de 20 o 30 Mb (el model base no l'incloïa).
- Memòria RAM de 256 kb (model base) a 512 kb.
- Port de sèrie i paral·lel (el model base no els inclou).
- Teclat de 84 o 101 tecles expandit.

Al detall:
- El processador suportava 2 modes: real mode (permet executar aplicacions d'un Intel 8086/8088 com l'IBM PC) i protected mode (per entorns multi tasca); el processador era capaç de suportar 16 Mb de RAM i 1 Gb de memòria virtual.
- AT-Bus: La placa base tenia un bus de 16 bit i un de d'adreça de dades de 24 bits que era compatible amb les targetes d'expansió dels IBM PC i PC XT (8 bit de dades i 20 bit d'adreça).
- Major nombre de canals IRQ i DMA: 15 IRQ i 7 DMA (l'IBM PC eren 8 IRQ i 4 DMA); les IRQ 8 a 15 pengen en cascada de la IRQ 2, amb el qual deixa 15 d'actives en comptes de 16.
- Major capacitat de memòria RAM: Suportava 15 Mb contra els 640 kb del 5150. En instal·lar-se més de 640 kb en un AT, aquesta memòria addicional per sobre dels 640 kb passava a formar part de la extended memory.
- S'integrà una bateria de 6 volts per alimentar el RTC (Real Time Clock, rellotge a temps real) i els 50 bytes de memòria CMOS per emmagatzemar els paràmetres de la BIOS; innovació que s'estalviava en haver de configurar manualment el temps i hora que l'IBM PC havies de fer (amb les ordres "time" i "date"), encara que amb una targeta d'expansió amb RTC podia evitar-se aquesta tasca.
- Estrenava un nou teclat de 84 tecles, que contenia la tecla System Request; un teclat numèric clarament separat del grup principal; indicadors LED de l'activació o no de les tecles Caps/Num i Scroll lock. Usa el mateix connector de 5 pin DIN del PC.
- Unitat de disc de 5,25" amb una capacitat d'1,2 Mb.
- Disc dur de 20 Mb que era el doble de ràpid (sobre un 40 ms) sobre el XT de 10 Mb.
- En opció, podia elegir-se entre un adaptador gràfic EGA de 16 colors (sobre una paleta de 64) a una resolució de 640x350 pixel o una PGC de 256 colors (sobre una paleta de 4096) a una resolució de 640x350 pixel, i acceleració de gràfics 2D i 3D per aplicacions CAD.
- Sistema operatiu PC DOS 3.0. També va oferir-se amb l'OS/2 1.x.
- Sistema de blocatge per clau per evitar l'accés a l'ordinador.

## Defectes
El PC AT va sofrir els següents problemes:
- Bus de 16 bit massa ràpid des del punt de vista empresarial. IBM va presentar la primera versió (139) a 6 MHz; molts clients van canviar l'oscil·lador original de 12 MHz a un de 16 MHz, augmentant la velocitat de la CPU a 8 MHz. Com a resposta, IBM presentà una nova versió (239) que permetia iniciar a una major freqüència vers l'original; en l'última versió (339) s'augmentà la velocitat a 8 MHz.
- Baixa fiabilitat del disc dur: Les primeres unitats fabricades per Computer Memories tenien una ratio d'errades del 25 al 30%; això era atribuït en part per un problema físic del disc dur quan s'apagava l'ordinador i per un bug en l'algorisme del sistema FAT de DOS 3.0.
- Buffer defectuós en el xip UART 16550 de National Semiconductor: El 16550 tenia un buffer FIFO que permetia la pèrdua d'informació si el sistema no responia amb temps a les diferents interrupcions; doncs, aquest xip va sortir amb el FIFO defectuós; a la pràctica funcionava com l'anterior xip 16450. La revisió 16550A ja resolia aquest defecte.
- El malson de la disquetera de 5,25". Alguns PC/AT equipaven una unitat d'alta densitat i d'altres, de baixa densitat; a sobre, les unitats no són capaces de diferenciar que disquet s'inseria. Si de casualitat s'inseria un disquet d'1,2 Mb (alta densitat) en una unitat de 360 kb (baixa densitat) aquest funcionava en un breu moment i posteriorment, a causa de la magnetització tan paupèrrima que rebia, la lectura del disc es feia dificultosa; cas semblant passava en disquets de baixa densitat inserits en unitats d'alta densitat: funcionaven bé, però començava a generar errors d'escriptura/lectura. A part, el capçal de la unitat d'alta densitat produeix pistes més petites, amb el qual un disquet de 360 kb sobreescrit en una d'aquestes unitats podria ser llegible en una d'aquestes però produiria molts errors en una altra: la unitat d'1,2 Mb llegiria la part sobreescrita i l'altra llegiria tota la informació del disc.

## Compatible amb PC AT
Els esforços d'IBM per patentar la marca AT van ser infructuosos, amb el qual les sigles AT va esdevenir un terme estàndard per designar qualsevol PC amb un processador 286 o superior. Amb la presentació de l'especiació ATX d'Intel l'any 1995, AT passà a designar les plaques bases que, per la seva mida i disposició s'aproximaven en les originals d'IBM, a les fonts d'alimentació que podien connectar-se a la mateixa i a les caixes que podien allotjar-les.
L'arquitectura AT va esdevenir un estàndard ad hoc. Les fonts d'alimentació i plaques base que podien cabre en una caixa AT solien cabre en un altre, però les especificacions (distribució teclat, ports d'expansió, disseny del xassís i altres) no eren universals i sovint hi havia incompatibilitats. Per exemple, una font d'alimentació AT té un ventilador, 4 forats per enroscar i un interruptor. L amida de les unitats de disc, connectors i punts d'ensamblatge no formaven part d'aquest estandard; s'emprava el mateix tant en AT com PS/2 i ATX.
Amb la presentació del Intel 386 IBM el va presentar amb la nova gamma d'ordinadors PS/2 amb arquitectura Micro Channel; la resta de la indústria va seguir usant l'especificació AT i va oferir equips AT amb processador 386.